# Alf Poier

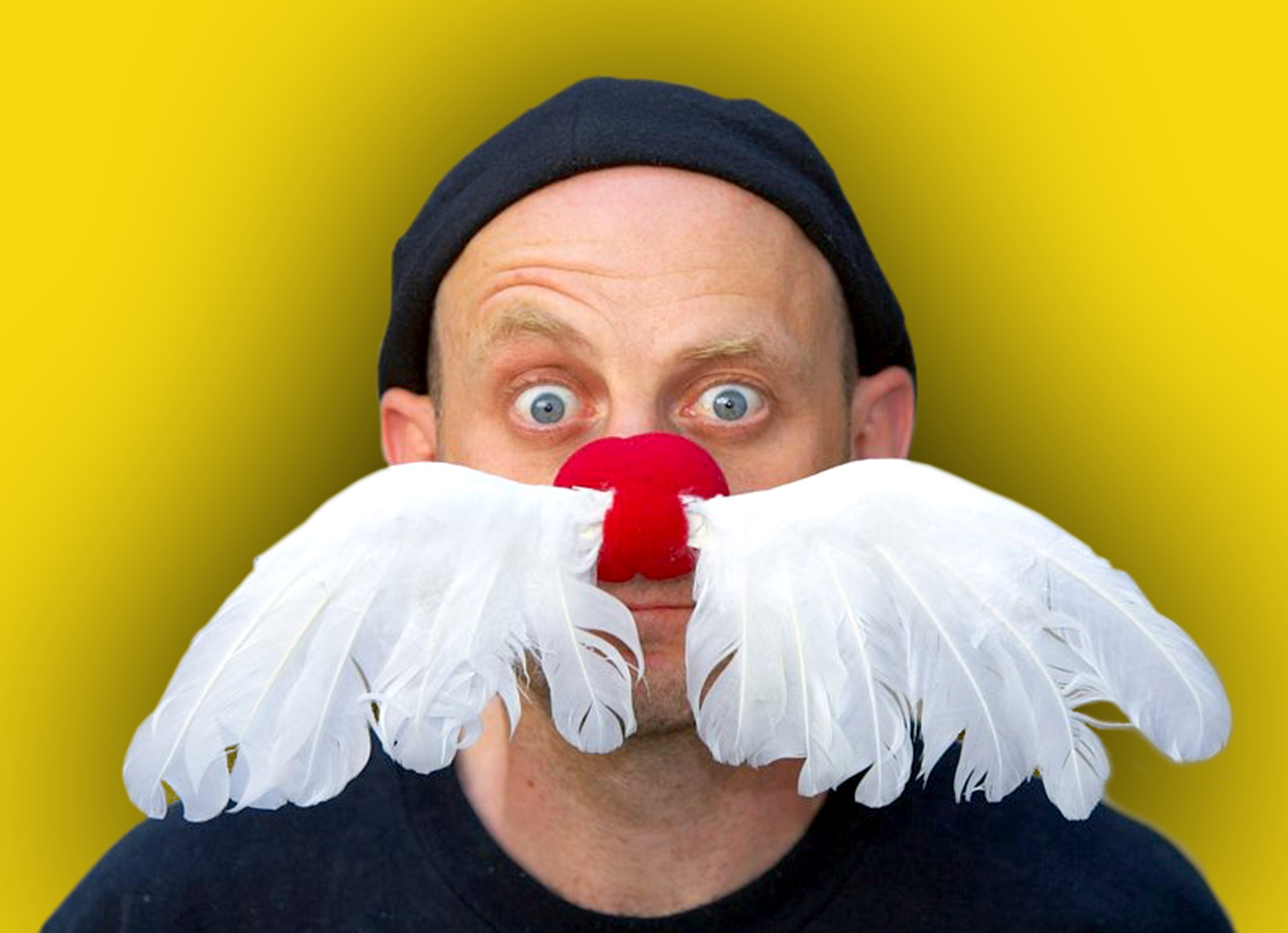
Alf Poier posiert

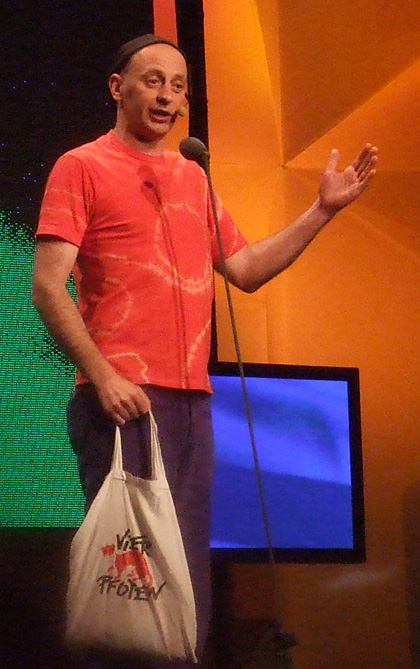
Alf Poier (Wien 2008)

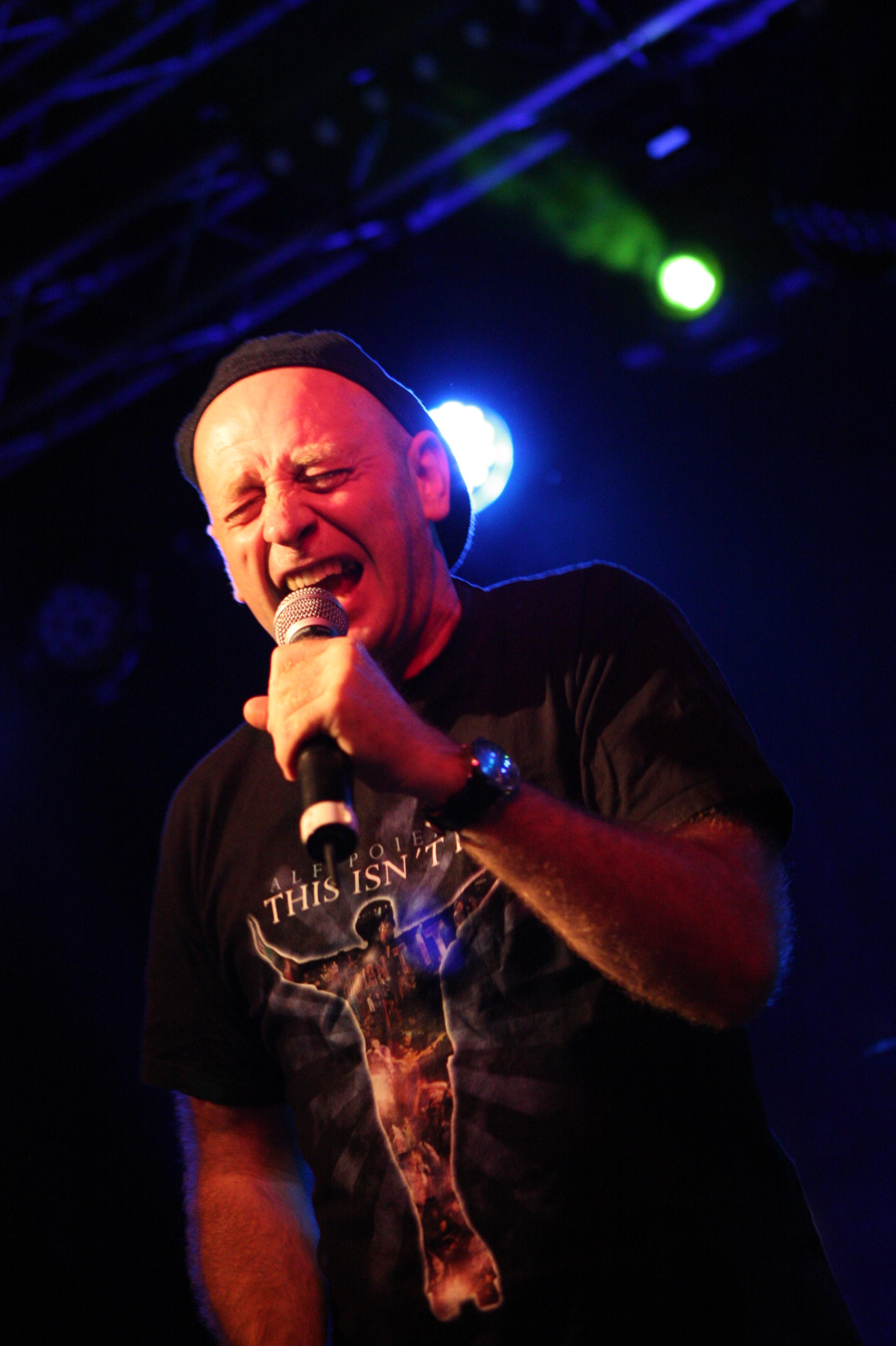
Alf Poier am Picture on festival in Bildein, 2012

Alf Poier (* 22. Februar 1967 in Judenburg, Steiermark; eigentlich Alfred Poier) ist ein österreichischer Kabarettist, Maler und Liedermacher.

## Leben und künstlerisches Schaffen
Alf Poier besuchte die Volksschule in Sankt Peter ob Judenburg. Anschließend absolvierte er die Handelsakademie in Judenburg mit positivem Abschluss 1987. Bis 1995 verrichtete er sehr unterschiedliche Arbeiten. Daneben war er Laufsportler; so nahm Poier 1988 an den Berglauf-Weltmeisterschaften in Keswick (Großbritannien) als Läufer am Kurzstreckenwettbewerb (10 Kilometer Streckenlänge) teil, bei dem er den 21. Platz unter 50 Teilnehmern belegte. Er stellte sich, wie er später in einem Interview meinte, nach zehn Jahren „jobben“ die Frage, ob acht Stunden täglich am Computer zu sitzen der Sinn des Lebens sei. Danach habe er in einer Höhle gelebt, viel meditiert und sich intensiv mit Psychologie und Mystik befasst. Eine gewonnene Erkenntnis sei, dass das Denken eine Geißel der Menschheit wäre und dies die meisten Probleme verursache.

1995 hatte Poier seinen ersten Kabarettauftritt beim Grazer Kabarettwettbewerb Kleinkunstvogel. Er erreichte den zweiten Platz. Im darauffolgenden August präsentierte er sein erstes Programm Himmel, Arsch & Gartenzwerg. Nachdem er es unzählige Male aufgeführt hatte, bekam Poier 1998 den Salzburger Stier.

Der Name des nächsten Programms (1999) lautete Zen. Für dieses Programm wurde Poier mehrfach ausgezeichnet. Bald darauf brachte er das Programm Mitsubischi heraus.

Poiers Programm Kill Eulenspiegel (auch: „Kill Till“; vergl. Till Eulenspiegel, Kill Bill) hatte am 5. Oktober 2005 Premiere.

Im Februar 2005 kam Alf Poiers erstes Buch mit dem Titel Mein K(r)ampf. Ein geistiges Sterbebuch. Der Titel ist eine Anspielung auf Adolf Hitlers Mein Kampf.

Ab Herbst 2008 war er in der Comedyserie Alfs Welt zu sehen.

Anfang September 2008 eröffnete er in Eggendorf (Tullnerfeld) sein Privatmuseum „Botschaft für Bewusstsein, Scheißdreck und Kunst“ und trat mit seinem Programm Satsang österreichweit sowie in Bayern und der Schweiz auf.

Am 1. April 2010 feierte Poiers erstes reines Musikprogramm mit dem Namen This Isn’t It in Wien Premiere. Der Titel ist eine Anspielung auf den Michael-Jackson-Film This Is It. Begleitet wurde Poier von seiner Band „Die Obersteirische Wolfshilfe“, bestehend aus Leonard „Lenny“ Dickson (Schlagzeug), Wolfgang Laab (Gitarre), Marco Weichselbraun (Keyboard) und Hannes Steif (Bass). Im Dezember desselben Jahres trat Alf Poier zudem am 19. Arosa Humor-Festival auf.

Poiers nächstes Programm Backstage aus dem Jahr 2012 kreiste um das Thema Backstagebereich. Er wolle damit Einblicke in das Leben hinter der Bühne geben. Premiere feierte es im Orpheum Wien im Herbst 2012. Im Folgejahr beteiligte er sich u. a. am Musikvideo Beer (Let's Go Punk) der Band Soupshop.
Im Juni 2014 beendete Poiers langjähriger Manager und Freund René Berto die Zusammenarbeit. Als Grund nannte Berto, der mit seiner Agentur auch Conchita Wurst vertritt, die homophoben Aussagen Poiers (s. u.): „Es ist ein Punkt erreicht, wo ich zutiefst enttäuscht bin und den Schlussstrich unter die gemeinsame Arbeit ziehe und keine gemeinsame Zukunft mehr sehe.“

Anlässlich seines 20-jährigen Bühnenjubiläums zeigte das Bank Austria Kunstforum Wien eine Retrospektive zu Poiers Schaffen. Parallel dazu erschien ein Buch 123 Meisterwerke.
Nach einer zweijährigen Pause war Poier seit Sommer 2016 mit seinem neuen Bühnenprogramm „The making of Dada“ wieder auf Tour. Darin las er aus alten Tagebüchern aus seiner Jugend und präsentierte zahlreiche seiner Kunstwerke. Parallel dazu stellte er seine darin gezeigten Kunstwerke auch in Galerien und Kunsträumen aus.
Zu seinem 50. Geburtstag im Jahr 2017 produzierte er eine Single mit dem Titel „I hob’s gsehn“ und erhielt einen Stern am „Walk of Stars“ im Wiener Prater.
Nach dem Auslaufen seines Programmes „The making of Dada“ arbeitete Poier im Jahr 2018 an seinem neuen Programm „Humor im Hemd“, mit welchem er sich ab 2019 auf Tournee begibt. Parallel dazu produzierte er Anfang 2019 die Single „Hausverstand“, die es in die DJ Charts Austria schaffte.
Im Jahre 2020 veröffentlicht Poier die Single „Amoi im Leben #1“, und ein Jahr darauf folgt die Single „Die Lieder unsrer Jugend“, welche im Schlagerbereich angesiedelt ist. Er meinte dazu: „Das soll gleichzeitig auch ein Weckruf sein. Wenn nämlich die Auswüchse der Cancel Culture weiter so voranschreiten, dann wird uns Kabarettisten bald ohnehin nichts mehr anderes übrigbleiben, als Schlager zu produzieren und die heile Welt zu besingen! Dann ist endgültig Schluss mit lustig.“
2021 steigt Poier in den Krypto-Kunstmarkt ein und bot auf der Plattform Open Sea eine NFT-Kollektion unter dem Titel „12 Meisterwerke“ an. Die Bilder entstammen hauptsächlich seinen dadaistisch geprägten Kabarettprogrammen. Berühmte Bilder daraus, wie „Kami-Katze“, „Reh-Inkarnation“, „love and piss“, „Elektrischer Stuhl“ oder die „Die Katze ist schuld“, sind animiert worden. Die gesamte Serie besteht aus 363 NFTs, die limitierte und nummerierte Unikate darstellen.
Im Oktober 2023 präsentiert Alf Poier in der Wiener Bettel-Alm die Single „Hoch am Berg“ - Alf Poier feat. Tarek Leitner. Nadja Bernhard führte durch den Abend. 
In einem am Anfang 2025 erschienen Interview in der Kronen Zeitung unter dem Titel „Poier übers Auswandern und die Cancel Culture“ gibt Alf Poier bekannt, dass es kein neues Kabarettprogramm von ihm geben wird, und dass er sich „mit vielem in Österreich nicht mehr identifizieren kann“.

## Ausstellungen (Auswahl)
- Bank Austria Kunstforum, 2015[14]
- Viennafair, 2015[15]
- Literaturhaus Graz, 2016[16]

## Eurovision Song Contest
2003 vertrat Alf Poier Österreich beim Eurovision Song Contest. Mit seinem Titel Weil der Mensch zählt erreichte er den 6. Platz, das beste Abschneiden für Österreich seit 1989. Sein Lied und seine Bühnenshow waren eine Parodie auf das Popgeschäft. Poier bekam von Island und Portugal jeweils 10 Punkte; das irische Televoting gewann er, wegen technischer Probleme musste Irland jedoch auf einen Juryentscheid zurückgreifen, in dem Poier keine Punkte erhielt.
Im Februar 2005 wollte er ein zweites Mal antreten, doch in der österreichinternen Entscheidungsshow für den Eurovision Song Contest 2005 wurde er mit dem Song Good Old Europe Is Dying mit 4 Punkten Abstand Zweiter. Allerdings wurde er dabei Opfer des Wertungssystems, das die Stimmen ungleich gewichtete: Der Veranstalter ORF ließ die Zuseher per Telefon und getrennt dazu per SMS abstimmen. Jedes Bundesland hatte gleich viele Punkte zu vergeben – obwohl Wien etwa die sechsfache Einwohnerzahl des Burgenlands hat. Die gesamte Stimmabgabe über SMS zählte zusammen nur so viel wie ein einzelnes „zehntes“ Bundesland. Diese ungleiche Gewichtung brachte Poier mit ca. 106.000 abgegebenen Stimmen auf Platz 2 hinter die Band Global Kryner, die zwar nur rund 60.000 Stimmen erhielt, aber im Gegensatz zu Poier hauptsächlich von Festnetzanrufern aus Vorarlberg und dem Burgenland mit höherem Stimmgewicht unterstützt wurde. Die ursprünglich geplante direkte Auswertung wurde erst wenige Tage vor der Abstimmung durch den beschriebenen indirekten Modus ersetzt; manche fassten dies als gezieltes Manöver zur „Verhinderung“ des künstlerisch sperrigen und dezidiert nicht folkloristischen Poier auf.
Auf seiner Webseite veröffentlichte Poier dazu folgende Stellungnahme:
„Wer auf dieser Welt Gerechtigkeit fordert ist ein Idiot!
Wer auf dieser Welt Verständnis fordert ist geistesgestört!

Ich danke Euch allen im Namen der Wahrheit!

Alf Poier Platz 2 mit 106.000 Stimmen
Global Kryner Platz 1 mit 60.000 Stimmen

Euer geistesgestörter Idiot Alf POIER“

2006 wurde Poier für einen Amadeus Austrian Music Award nominiert.
Im Herbst 2010 wurde Poier mit seinem Beitrag Happy Song für die Österreichische Vorentscheidung zum Eurovision Song Contest 2011 nominiert.

## Kontroversen
Im Song Good Old Europe Is Dying besingt Poier den Untergang des Christlichen Abendlandes. Auf Kritik stieß besonders folgende Textpassage: „… und weil sich Mohammed so gut vermehrte, singt schon bald in Rom der Muezzin.“ Poier, der sich im selben Lied als „der letzte Ritter“ mit Fahne und Gewehr darstellt, wurden Islamfeindlichkeit und Rassismus vorgeworfen. Unter anderem wurde er vom Moderator Martin Blumenau des öffentlich-rechtlichen Radiosenders FM4 als „Idiot“ bezeichnet, „der Österreich in eine Hetz-Debatte“ hineinziehe. Poier zog aufgrund der Kritik die inkriminierte Textpassage zurück.
Im Mai 2014 wetterte Alf Poier in einem Zeitungsinterview gegen den österreichischen Travestiekünstler und ESC-Gewinner Tom Neuwirth und seine Künstlerpersona Conchita Wurst. Poier bezeichnete Neuwirth etwa als „künstlich hochgezüchtetes Monster“ mit „verschwulte[r] Zumpferl-Romantik.“ Schließlich empfahl er: „Wenn jemand nicht weiß, ob er ein Manderl oder ein Weiberl ist, dann gehört er eher zum Psychotherapeuten als zum Song Contest.“ Poiers Aussagen wurden von vielen als homophob und transphob gewertet, Lob erhielt Poier vom Politiker Heinz-Christian Strache, dem damaligen Parteiobmann der rechtspopulistischen FPÖ. Später entschuldigte sich Poier bei dem Künstler für seine „übertriebene Wortwahl“.

## Botschaft für Bewusstsein, Scheißdreck und Kunst
Am 8. September 2008 eröffnete Poier sein Privatmuseum Botschaft für Bewusstsein, Scheißdreck und Kunst in einem Hof in Eggendorf (Tullnerfeld).
Poier stellte hier neben Bildern und Bühnenrequisiten zahlreiche Skurrilitäten aus, etwa einen „elektrischen Stuhl“ (im Sinne von Kot), ein „Faschingskarpfen“ und eine Madonna mit gespreizten Beinen. In seinem Kabarettprogramm Satsang vom Herbst 2008 thematisiert Poier sein Privatmuseum. Von Mitte Oktober 2009 bis zum 6. Juni 2010 war es vorübergehend geschlossen.
Mittlerweile wurde das Gebäude von Poier wieder verkauft.

## Auszeichnungen
- 1998 Salzburger Stier Bester österreichischer Nachwuchskabarettist
- 2000 Deutscher Kleinkunstpreis Kategorie Kleinkunst
- 2000 Prix Pantheon Jurypreis Frühreif & Verdorben
- 2000 Deutscher Comedypreis Bester Newcomer
- 2002 Österreichischer Kabarettpreis Karl Hauptpreis für „Mitsubischi“
- 2009 Ybbser Spaßvogel durch die Stadtgemeinde Ybbs an der Donau
- 2013 Österreichischer Kabarettpreis die goldene DVD für „Kill Eulenspiegel“[25]
- 2024 smago! Award Österreich & Südtirol[26]

## TV-Auftritte
- 28. April 2000 – 7 Tage, 7 Köpfe

## Diskografie
- 1996: Himmel, Arsch & Gartenzwerg (Album-CD, Alf Poier und die obersteirische Wolfshilfe)
- 2001: Zen (Album-CD)
- 2003: Weil der Mensch zählt (Single-CD)
- 2003: Alf singt die schönsten Lieder mit Band (Album-CD)
- 2003: Mitsubischi (DVD, Neuerscheinung 2008)
- 2005: Good Old Europe Is Dying (Single-CD)
- 2005: Lustige Lieder der Traurigkeit und Not (Album-CD)
- 2007: Zen (DVD)
- 2007: Kill Eulenspiegel (DVD)
- 2009: Satsang (DVD)
- 2010: This Isn’t It (Album-CD, live)
- 2011: Happy Song (Download-Single, Alf Poier & Die Obersteirische Wolfshilfe)
- 2012: Oid & fett (Download-Single)
- 2017: I hob's gsehn (YouTube)[27]
- 2019: Hausverstand (YouTube)[28]